# Song Gisuk
Song Gisuk  (Hangul: 송기숙, Jangheung-gun, Jeolla del Sur; 4 de julio de 1935-Gangnam-gu, Seúl; 5 de diciembre de 2021) fue un novelista y ensayista surcoreano.

## Biografía
Nació el 4 de julio de 1935 en Jangheung-gun, provincia de Jeolla del Sur, Corea del Sur (entonces ocupada por el ejército japonés).  Se graduó de la Universidad Chonnam en 1961 y realizó un posgrado en la misma universidad en 1964. Trabajó como profesor en la Universidad Nacional Chonnam y fue arrestado por escribir la Declaración de la Democratización Educativa. Cuando finalmente fue puesto en libertad, se le destituyó de su puesto de profesor. En 1980 fue arrestado de nuevo por participar en el Levantamiento de Gwangju del 18 de mayor y fue puesto en libertad al año siguiente. Después volvió a trabajar como profesor de literatura coreana en Chonnam.
Falleció en el hospital St. Mary's en Gangnam-gu, Seúl a las 20:00 (hora local) del 5 de diciembre de 2021, sobreviviendole su esposa Kim Young-ae, sus 4 hijas y su hijo.

## Obra
Su escritura está motivada por su deseo de acercarse a las vidas de la gente corriente y capturar la continuidad de su existencia en la historia del Corea, desde la era feudal hasta el dominio colonial japonés y la posterior división peninsular. Este deseo es evidente en La elegía de Jaratgol (Jaratgorui biga, 1977), que trata de la tragedia que se cierne sobre tres generaciones de una familia corriente en una aldea remota de Jeolla. Con el cementerio de Jaratgol como fondo, la novela narra de forma retrospectiva la serie de sucesos que dieron lugar a conflictos y tristezas en esta pequeña aldea y termina con la nota positiva de que la generación más joven triunfa en eliminar la causa de la tragedia. Una fe similar en el espíritu de resistencia de la gente común, especialmente de la generación más joven, se puede observar en La isla Amtae (Amtaedo, 1981) y en El general Nokdu (Nokdu janggun). En La isla Amtae se centra en el conflicto entre terratenientes y arrendatarios durante el periodo del dominio japonés colonial y muestra a los arrendatarios como bravos luchadores que se esfuerzan en conseguir la autorrealización contra la maquinaria de opresión social. El general Nokdu trata acerca de la Rebelión Campesina de 1893 y se subraya su carácter antifeudal y antiextranjero. Esta obra muestra la valorización que hace el autor del suceso histórico, considerándolo como la culminación de la conciencia antifeudal que empezó a formarse entre los campesinos a finales del periodo Joseon.

## Obras en coreano (lista parcial)
Novelas
- La elegía de Charatgol (1977)
- La isla Amtae (1981)

Relatos cortos
- "El pueblo blanco"
- "El banquete de los duendes"
- "La desafortunada vuelta a la tierra natal"
- "¿Por qué ladran los perros?"
- "Terrorista"
- "La bandera de la madre"
- "Pájaro azul"

Ensayos
- Cuando caen la flores del mungo

## Premios
- 1973 premio Hyundae Munhak de literatura